# Jos. Stefsky

Jos. Stefsky Posamentir- und Schnürwaaren-Fabrik in Stockerau (um 1898)

Schnür-Flechtmaschinensaal

Schermaschine

Sengmaschine und Umspinnmaschine

Die Stickerei Stefsky (ehemals Jos. Stefsky GmbH) ist eine 1823 gegründete Posamentier- und Schnürwaren-Fabrik in Stockerau, Niederösterreich, die zeitweilig den Titel eines k.u.k. Hoflieferanten trug.

## Geschichte
Im Jahre 1823 errichtete der Posamentierer Josef Stefsky aus Krems mit seiner Frau Franziska in Stockerau – damals Sitz der Monturs-Hauptkommission –, Haus Landstraße 34, eine einfache Werkstatt. Schon damals waren Posamentier- und Schnürwaren für militärische Zwecke, z. B. Achselschnüre, die besonderen Erzeugnisse dieses Betriebes, sie boten jedoch nur periodische Beschäftigung. Anfang der 1830er Jahre wurde deshalb das Geschäft durch Einrichtung einer eigenen Spinnerei, Färberei und Weberei für die Erzeugung von Kotzen erweitert. Als sich dieser Fabrikationszweig ziemlich einträglich gestaltete, wurde auf die Erzeugung feinerer Wollwaren, insbesondere buntfarbiger Bettdecken, welche mit Jacquardwebstühlen hergestellt wurden, übergegangen. Mit diesen Erzeugnissen konnte jedoch kein entsprechender Umsatz erzielt werden, die Herstellung wurde daher wieder eingestellt.
Josef Stefsky kaufte 1832 das Freysegg’sche Herrschaftshaus von der Familie Albrecht von Albrechtsburg, Hauptstraße Nr. 14, ein barockes Bürgerhaus mit Renaissance-Runderker. Im Jahr 1833 übersiedelte der Betrieb. Nach dem Tod des Gründers im Jahre 1856 wurde das Unternehmen von seiner Witwe weitergeführt. Das Geschäft beschränkte sich auf unmittelbare Lieferungen für das Militär-Ärar.
Im Jahre 1869 wurde das Geschäft von Josef Stefsky Jun., der bereits seit Jahren im Betrieb arbeitete, vollständig übernommen. Seine erste Tätigkeit war auf die Anwendung des Dampfbetriebes gerichtet. Die zu jener Zeit erfolgte Organisierung der königlich-ungarischen Landwehrtruppe bot eine reichliche Absatzquelle und hinreichende Beschäftigung für die erweiterte Fabrik. Die Einführung der Schützenabzeichen mit kugeligen Ballen in der Armee hatte für diese Firma eine besondere Bedeutung. Sie verstand es, mit Hilfe einer neuen Schermaschine die Ballen dieser Abzeichen vollkommen rund und samtartig herzustellen. Anfangs waren zu dieser Bearbeitung kostspielige Vorarbeiten erforderlich und dafür 10 bis 12 Personen beschäftigt. Dann aber konnte diese Arbeit durch Einführung von Hilfsmaschinen von einem Mann erledigt werden. Durch diesen Spezialartikel wurde auch die Ausfuhr nach Rumänien ermöglicht, welches bis dahin den Bedarf an Militär-Posamenterien aus Paris bezogen hatte. Diese Ausfuhr ging Ende des 19. Jahrhunderts stark zurück, da die Zölle für österreichische Waren bedeutend erhöht wurden, so dass die rumänischen Händler es vorzogen, die Ware zunächst nach Zürich gehen zu lassen und von dort als Schweizer Ware einzuführen. Dieser Umweg war natürlich zeitlich aufwendig und kostspielig.
Eine ungewöhnliche Zunahme der Erzeugung trat im Jahre 1880 ein, als eine umfassende Ausrüstung des Heeres, besonders der Landwehr erfolgte. In diesem Jahr wurde die Menge der verfertigten Spezialartikel verdoppelt, die Fabrik beschäftigte damals 235 Arbeiter und überdies noch 140 Hausarbeiter.
Die in der Fabrik erzeugten Posamenten umfassten mehrere tausend Muster. Von den Bedarfsartikeln für das k.u.k. Heer und für uniformierte Corps waren alle Arten von Borten, Armstreifen für Rangabzeichen aller Chargengrade, Schnüre für alle Waffengattungen, Unteroffizier-Portepees in zahlreichen Formen, Signalhornschnüre, Schützenabzeichen und Armbinden, sowie sämtliche Posamentier-Artikel für die verschiedensten Uniformen von Bedeutung. Überdies erzeugte die Firma noch einige Spezialartikel für industrielle Zwecke, nämlich Trommelleinen, Spindelschnüre und Spindelbänder für Tuchfabriken. Die Herstellung einzelner dieser Artikel war sehr mühsam und erforderte viele Vorrichtungen. So z. B. hatte ein Unteroffiziers-Portepee, das einzeln für 20 bis 30 Heller verkauft wurde, in allen vorzunehmenden Manipulationen etwas hundertmal die Hand des Arbeiters, beziehungsweise die Maschine zu passieren. Interessant war die Herstellung der kugeligen samtartigen Ballen für die Schützenabzeichen. Es wurde zunächst eine lockere Quaste aus Woll-Garn gebunden, diese in die gehörige Länge geschnitten, in runde Formen gewickelt und genäht, sodann der fertige Ballen gekrempelt und auf einer eigenen, sehr genau arbeitenden Schermaschine samtartig geschoren.

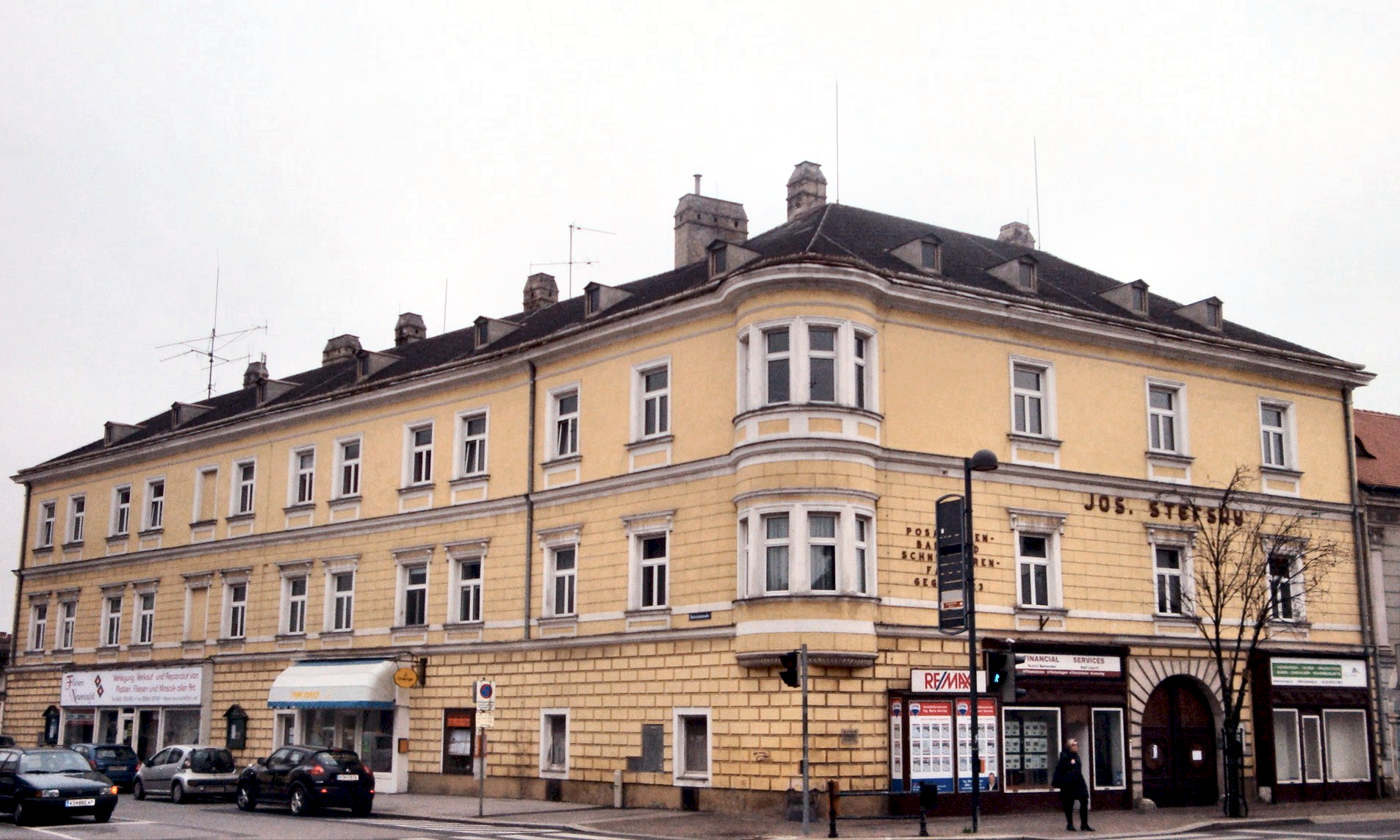
Das Freysegg’sche Herrschaftshaus an der Hauptstraße 14 in Stockerau, 2014

Die Einrichtung der Fabrik um 1900 bestand aus einem Hoffmeister-Motor mit vier PS und einem Benzinmotor von fünf PS, welch letzterer auch zum Betrieb der vorhandenen Dynamomaschine, die circa 80 Glühlampen speiste, verwendet wurde. Die Werkseinrichtungen der Fabrik umfassten 14 ältere Bandstühle, die zumeist noch mit der Hand betrieben wurden, 70 Schnürflechtmaschinen zur Herstellung der verschiedensten Muster, sämtlich für Maschinenbetrieb eingerichtet, ferner zwei große Umspinnmaschinen, eine Gimpendrehmaschine, und die Schermaschine nebst der dazugehörigen Schneid- und Krempelmaschine. Alle Artikel wurden schließlich in einer Sengmaschine von den anhängenden Fasern befreit und durch zahlreiche andere Hilfsmaschinen für den Versand fertiggestellt.
Um 1900 wurden 200.000 Schützenabzeichen und Brustverschnürungen, 180.000 Portepees für Unteroffiziere, circa zwei Millionen Meter Schnüre usw. hergestellt. Um die 100 Arbeiter, davon 65 weibliche, beschäftigte die Fabrik. Anlässlich der Vermählung der Erzherzogin Marie Valerie von Österreich wurde seitens des Fabrikbesitzers der Betrag von 4000 Kronen für erwerbsunfähige Arbeiter dieser Fabrik gewidmet.
Im Jahre 1873 erhielt die Firma die erste Auszeichnung durch die Jury der Weltausstellung 1873 in Wien. Später erfolgten Auszeichnungen bei der Weltausstellung Paris 1878, sowie in Wien 1880, Triest 1882, Krems 1884, Antwerpen 1885, Wien 1888, Barcelona 1888, Philippopel 1892, Mistelbach 1895, Innsbruck 1896, Wien 1898 und in Paris 1900. Dem Firmenbesitzer wurden persönliche Auszeichnungen zuteil, und zwar im Jahre 1875 der Titel eines k.u.k. Hoflieferanten, dann die Ehre der Kooptierung in das Ausstellungs-Komitee 1888, aus welchem Anlasse ihm das goldene Verdienstkreuz verliehen wurde.
Eine Niederlassung in Wien befand sich an der Neustiftgasse 121 im 7. Bezirk Neubau.
1912 starb Josef Stefsky Jun. Sein Sohn Theodor Stefsky (* 1876), der bereits seit 1901 Teilhaber war, wurde nun Alleininhaber, Prokura erhielt Karoline Stefsky.

Logo der Jos. Stefsky GmbH bis 2006

Den Ersten und Zweiten Weltkrieg überstand zwar das Unternehmen, jedoch mit der Reform der Heeresuniform nahm der Bedarf immer mehr ab, und das Unternehmen musste die Mitarbeiterzahl reduzieren. Im Jahre 1965 übernahm Kurt Stefsky den Familienbetrieb in fünfter Generation. Ende 2006 ging er in den Ruhestand, die Band- und Schnurwarenfabrik wurde von der Posamentenfabrik M. Maurer in Wien angekauft. Das Unternehmen besteht mittlerweile aus einer Stickerei, welche von seiner Tochter Christina Möller betrieben wird. Hergestellt werden Stickereien aller Art, z. B. Monogramme, Firmenlogos, Vereinswappen, Bestickung von beigestellten Textilien wie Jacken, Polohemden, gestickte Dienstgrade, Namensstreifen, Embleme usw. Die Zentrale an der Hauptstraße 14, das Freysegg’sche Herrschaftshaus, steht heute unter Denkmalschutz.